# Asura postfusca
Asura postfusca là một loài bướm đêm thuộc phân họ Arctiinae, họ Erebidae.